# Fred Anderson
Fred Anderson Jr. (* 22. März 1929 in Monroe, Louisiana; † 24. Juni 2010 in Evanston, Illinois) war ein US-amerikanischer Jazzmusiker (Tenorsaxophon, Komposition).

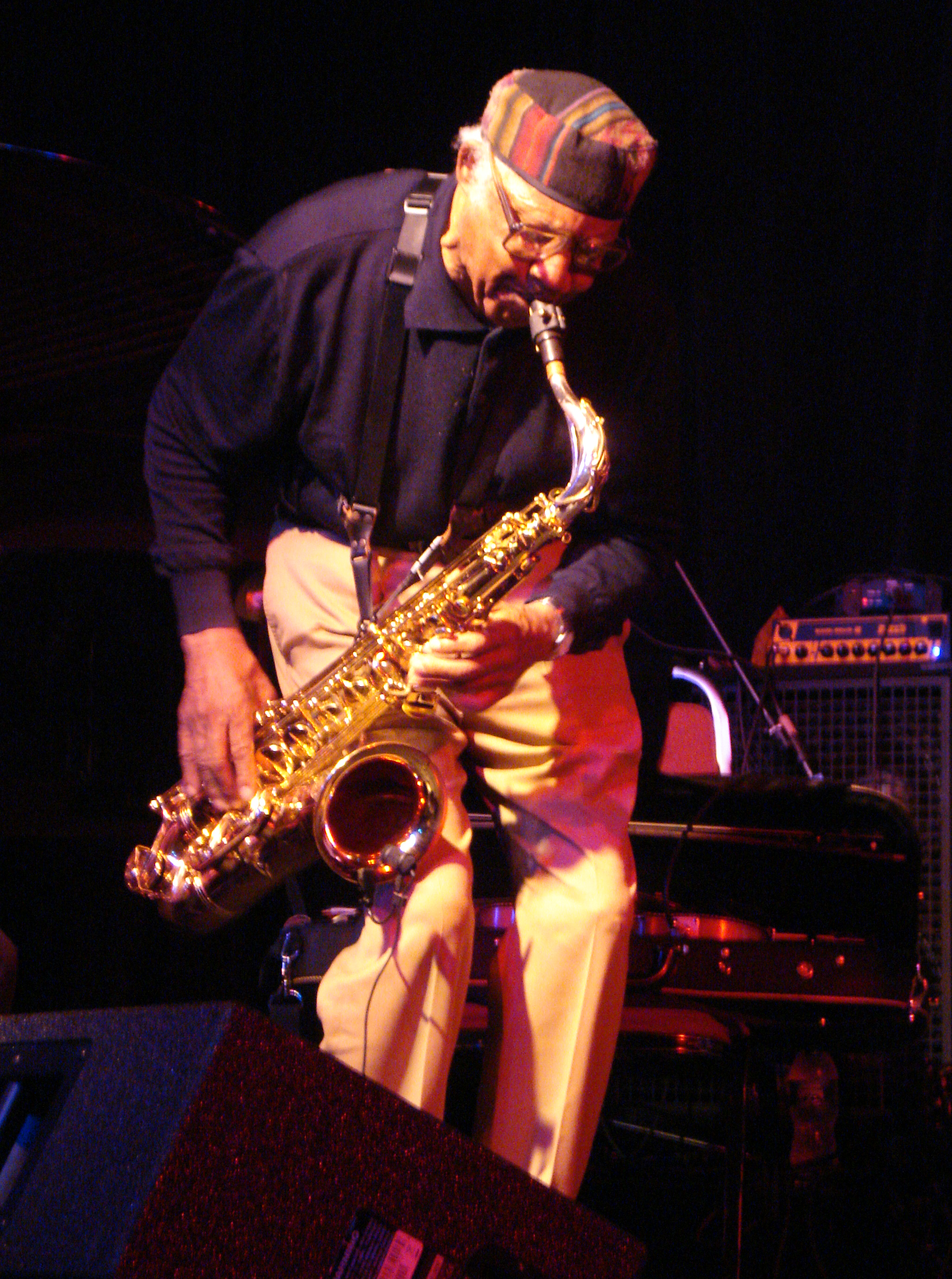
Fred Anderson (Vision-Festival 2008)

## Leben und Wirken
Fred Anderson wuchs in Evanston (Illinois) auf und war als Musiker zunächst Autodidakt, hatte aber eine zusätzliche Ausbildung am Konservatorium und lernte Musiktheorie bei privaten Lehrern. Bis 1972 arbeitete er als Teilzeitmusiker und ernährte seine Familie mit Hilfe anderer Jobs, etwa als Maurer. Ab 1962 trat er mit dem Trompeter Bill Brimfield auf, spielte 1964 in Detroit auch mit Archie Shepp und ab Mitte der 1960er Jahre in Chicago mit vielen Musikern der von ihm mitgegründeten AACM, etwa Joseph Jarman (mit dem er 1966 aufnahm) oder Muhal Richard Abrams. Im Hauptberuf Maurer stellte er seine freie Zeit in den Dienst der Community und gründete erst 1972 ein eigenes Sextett. Er führte jüngere Musiker wie George Lewis, Douglas Ewart oder Hamid Drake an die Ästhetik der AACM heran. 1976 spielte er auf verschiedenen Festivals in Europa; im nächsten Jahr war er mit Dieter Glawischnig und Ewald Oberleitner auf Tournee. Zwischen 1978 und 1980 spielte er mit eigenen Formationen u. a. auf dem Moers Festival (LP „Another Place“ von 1978), arbeitete auch im Duo mit Steve McCall („The Missing Link“). In den nächsten Jahren blieb Anderson in erster Linie vor Ort, wo er u. a. mit Marilyn Crispell auf dem Jazzfestival auftrat und regelmäßig im eigenen Club „Velvet Lounge“ (auch mit Peter Kowald) zu hören war. Zu internationaler Anerkennung gelangte er erst ab 1994. Er nahm auch mit dem DKV Trio von Ken Vandermark auf und wurde an Einspielungen von Misha Mengelberg und den Gruppen Marduk und New Son Union beteiligt. Im Jahr 2000 trat er auf dem Jazzfestival Frankfurt gemeinsam mit Tortoise auf.
1982 übernahm er die Bar in Chicago, in der er zu dieser Zeit als Bedienung arbeitete, und nannte sie Velvet Lounge. Der Jazzclub, der 72 Besucher fasste, wurde bald zum Zentrum der Chicagoer Avantgarde. 2005 wurde der Block, in dem sich die Velvet Lounge befand, abgerissen; mit finanzieller Hilfe aus aller Welt konnte Anderson den Club nur wenige Blocks vom alten entfernt neu eröffnen.
Anderson blieb trotz eines avantgardistischen Konzepts in der Tradition orientiert; Felix Klopotek verzeichnet einen „Mangel an kompositorischer Extravaganz“ im Vergleich zu seinen AACM-Kollegen. Zu seinen Kennzeichen gehört Ekkehard Jost zufolge „ein voluminöser, bluesgetränkter Sound, ein ausgeprägtes Bewusstsein für die Entwicklung melodisch-motivischer Fortspinnungen und ein Sinn für die gleichsam dramaturgische Gestaltung emotionaler Prozesse zwischen Hektik, Entspannung und Melancholie.“
Am 14. Juni 2010 erlitt Fred Anderson einen schweren Herzanfall und befand sich seitdem im Koma. Er starb am 24. Juni 2010.

## Diskographische Hinweise

### Alben
- Dark Day – Live in Verona 1979 (Atavistic, 1979) mit Billy Brimfield, Steven Palmore, Hamid Drake
- The Missing Link (Nessa, 1979) mit Larry Hayrod, Hamid Drake
- Black Horn Long Gone (1993), mit Malachi Favors, Ajaramu Shelton
- Live at the Velvet Lounge (Okka Disk, 1998) mit Peter Kowald, Hamid Drake
- Fred Anderson Quartet Vol. 1 & 2 (Asian Improv, 1998)
- Duets 2001: Live at the Empty Bottle (Thrill Jockey, 2001) Duo mit Robert Barry (dr)
- Blue Winter (Eremite, 2004) mit William Parker, Hamid Drake
- From the River to the Ocean (2007), mit Hamid Drake, Jeff Parker, Harrison Bankhead, Joshua Abrams

### DVD
- 21st Century Chase (Delmark, 2011), mit Jeff Parker, Chad Taylor, Harrison Bankhead, Henry Grimes